# Ủy ban Cư dân Vĩnh Hưng

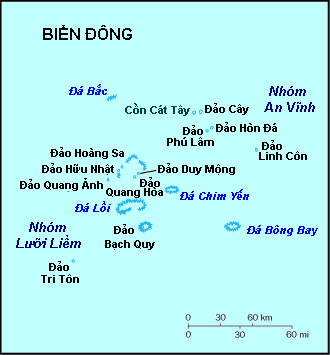
Quần đảo Hoàng Sa

Ủy ban Cư dân Vĩnh Hưng (tiếng Trung: 永兴居民委员会; bính âm: Yǒngxìng jūmín wěiyuánhuì, Hán Việt: Vĩnh Hưng cư dân ủy viên Hội) là một ủy ban khu phố tương đương cấp trấn  (tức là cơ quan hành chính cấp cơ sở của Trung Quốc tại Hoàng Sa) do chính phủ Trung Quốc thành lập năm 2006. Ủy ban đóng tại đảo mà Trung Quốc gọi là Vĩnh Hưng (tức đảo Phú Lâm theo cách gọi của Việt Nam) thuộc quần đảo Hoàng Sa và chịu trách nhiệm quản lý các hoạt động hành chính dân sự trên toàn bộ quần đảo hiện đang tranh chấp này. Trụ sở ủy ban đặt tại Đồn Cảnh sát Biên phòng biển Vĩnh Hưng. Trên trang của Cục Thống kê Quốc gia Trung Quốc, ủy ban Cư dân Vĩnh Hưng có mã trấn là 511902205001.

## Thành lập
Theo thông tin của Trung Quốc, trong những năm gần đây, ngành đánh bắt xa bờ trên Biển Đông của Trung Quốc phát triển mạnh, các ngư dân từ Tam Á, Quỳnh Hải, Văn Xương, Vạn Ninh tổ chức thành các nhóm đến khai thác hải sản tại khu vực quần đảo Hoàng Sa ngày càng tăng lên. Tuy nhiên, ngư dân thiếu một tổ chức quản lý nên gặp một số khó khăn.
Các cư dân cư trú trên đất liền của đảo được chia thành hai thôn: thôn Bắc và thôn Nam. Ngày 25 tháng 12 năm 2006, tỉnh Hải Nam tổ chức hành chính cho các cư dân và tổ chức đại hội cho ngư dân và tiến hành bầu ba trưởng thôn (hai cho cư dân, một cho ngư dân). Ủy ban chính thức được thành lập từ ngày 26 tháng 12 năm 2006. Trên lý thuyết, Ủy ban cư dân độc lập với các đơn vị vũ trang đóng trên quần đảo.

## Tranh chấp
Việc thành lập Ủy ban này và việc chính quyền tỉnh Hải Nam đang có đề xuất thành lập trấn Vĩnh Hưng trên cơ sở Ủy ban Cư dân Vĩnh Hưng, đang gặp phải một trở ngại là bị Việt Nam lên tiếng phản đối. Sau khi phía Trung Quốc công bố quyết định thành lập Ủy ban thôn đảo Vĩnh Hưng và Triệu Thuật ngày 8/11/2009, phía Việt Nam đã có những phản đối quyết liệt bằng lời nói nhưng không thấy có những phản đối chính thức bằng công hàm ngoại giao giữa hai nước. Khi trả lời một cuộc phỏng vấn, Bà Nguyễn Phương Nga, người phát ngôn Bộ Ngoại giao Việt Nam đã tái khẳng định Việt Nam có đầy đủ bằng chứng lịch sử và cơ sở pháp lý để khẳng định chủ quyền của mình đối với hai quần đảo Hoàng Sa và Trường Sa. Bà Nga nói: "Việt Nam phản đối quyết định này của phía Trung Quốc. Việc làm này đã vi phạm nghiêm trọng chủ quyền lãnh thổ của Việt Nam, không phù hợp với nhận thức chung của lãnh đạo cấp cao hai nước, không có lợi cho tiến trình đàm phán tìm kiếm biện pháp cơ bản, lâu dài cho vấn đề trên biển giữa hai bên".